# Skupina stromů v zámeckém parku Karlov
Skupina stromů v zámeckém parku Karlov byla skupina památných stromů v zámeckém parku Karlov západně od Hartmanic v okrese Klatovy. Skupinu tvořil smrk ztepilý (Picea abies (L.) Karst.), dub zimní (Quercus petraea 'Mespilifolia'), dub letní (Quercus robur L.), dub červený (Quercus rubra L.), javor klen (Acer pseudoplatanus L.) a javor mléč (Acer platanoides L.). Skupina stromů  byla chráněna od 8. prosince 1995. V roce 2016 bylo zjištěno, že jeden javor byl pokácen, jeho ochrana byla zrušena, ostatní stromy byly prohlášeny za nedohledatelné. Ochrana celé skupiny byla zrušena 27. září 2016. Znovu byl vyhlášen pouze smrk ztepilý jako Smrk na Karlově.

## Památné stromy v okolí
- Lípa Dobrá Voda
- Kochánovské javory